# Conistra tigerina
Conistra tigerina är en fjärilsart som beskrevs av Eugen Johann Christoph Esper 1788. Conistra tigerina ingår i släktet Conistra och familjen nattflyn. Inga underarter finns listade i Catalogue of Life.